# Asystasia variabilis
Asystasia variabilis là một loài thực vật có hoa trong họ Ô rô. Loài này được Trimen mô tả khoa học đầu tiên năm 1895.